# Аффінг

Громада Аффінг

Аффінг (нім. Affing) — громада і пфаррдорф в Німеччині, знаходиться в землі Баварія. Підпорядковується адміністративному округу Швабія. Входить до складу району Айхах-Фрідберг.
Площа — 44,86 км2. Населення становить 5483 ос. (станом на 31 грудня 2020).

## Символи

Герб громади

Логотип громади

Символами громади є герб і логотип. Герб громади заснований в 1954 році на підставі рішення муніципальної ради і затверджений Міністерством внутрішніх справ (постанова від 18 грудня 1954 року).

### Герб (історія)
У Аффінзі в XII-XIII ст. з'являється однойменна місцева знать. Коли сім'я вимерла, замок і влада над ним часто переходили з рук у руки. Барони Гравенройт (нім. Gravenreuth), сім'я з верхнефранконского Ураделя, придбали в 1816 році у графа Максиміліана Антона фон Лейдена замок і родову юрисдикцію. У бічних вівтарях парафіяльної церкви розташовуються герби цих двох шляхетних родин. Громада обрала, за згодою родини, для своєї емблеми герб благородного сімейства Гравенройтов.

### Герб і логотип громади
Опис герба свідчить: «На блакитному тлі срібний єдиноріг, що росте з срібного каменю». Герб з його видатним символізмом є уважною суверенною справою.
 
Логотип представляє сучасну сервісну ідею громади.

## Міста-побратими
- Лобез (1997,  Польща)[6][7]

## Галерея

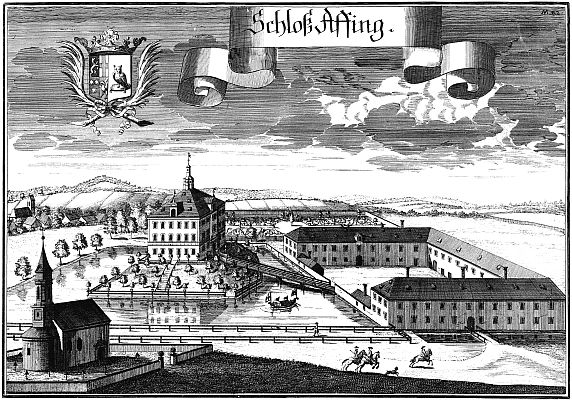
Замок Аффінг
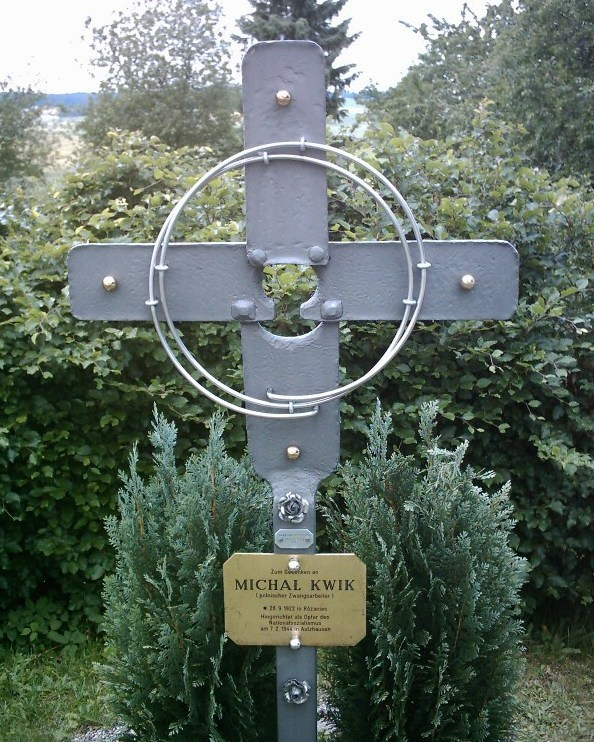
Хрест примирення (Аульцхаузен)
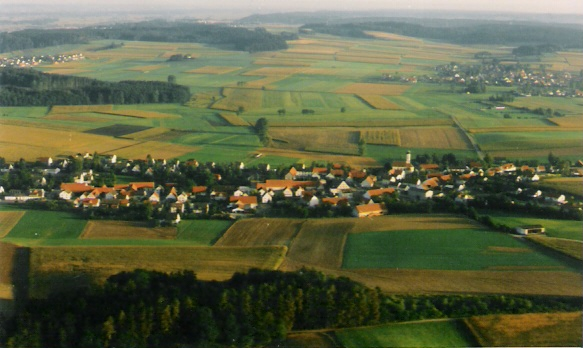
Аульцхаузен
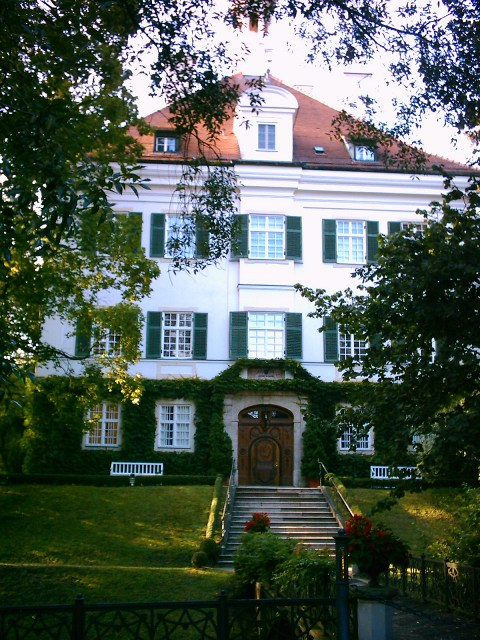
Замок Аффінг
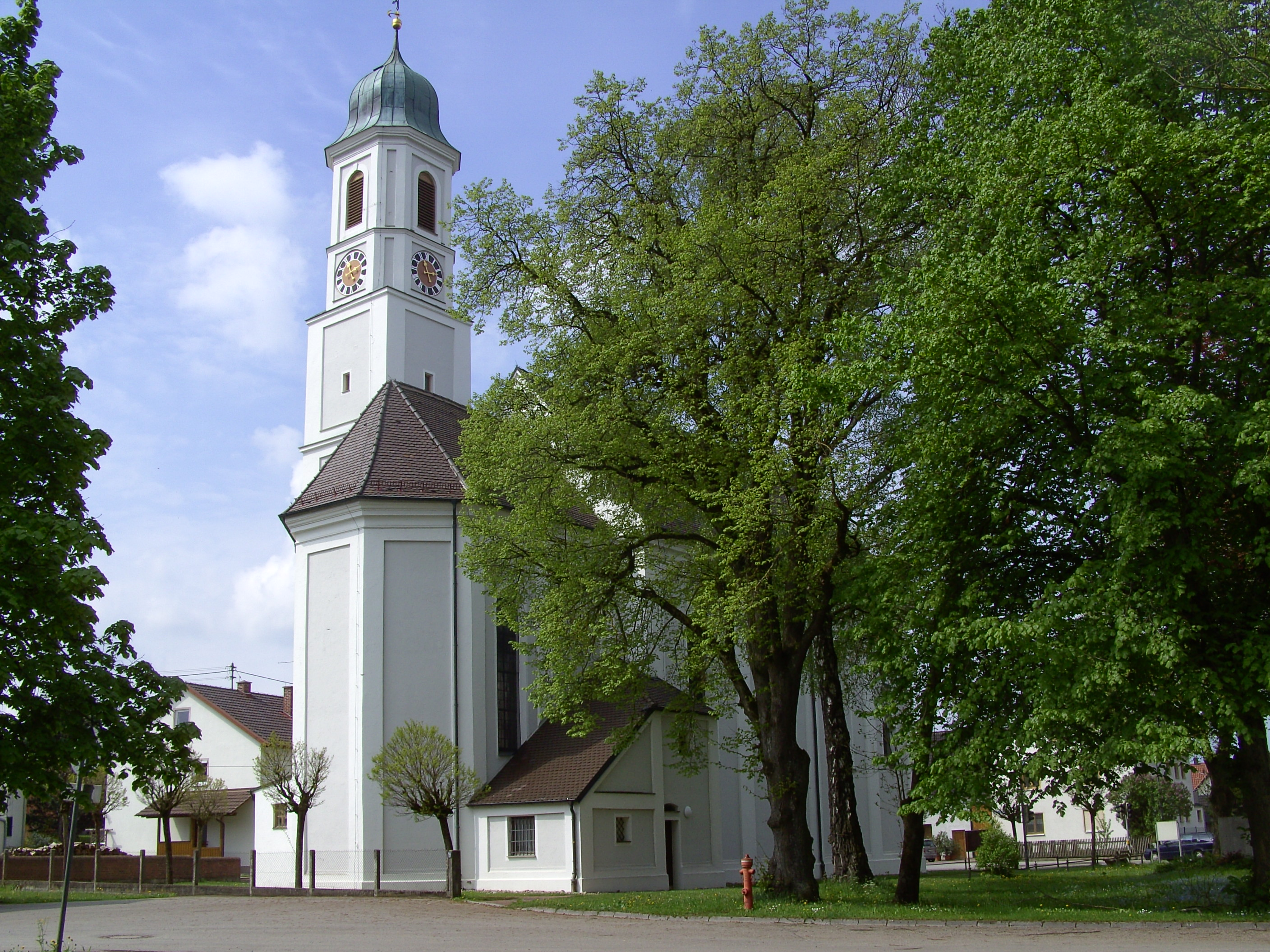
Аффінг (кірха)
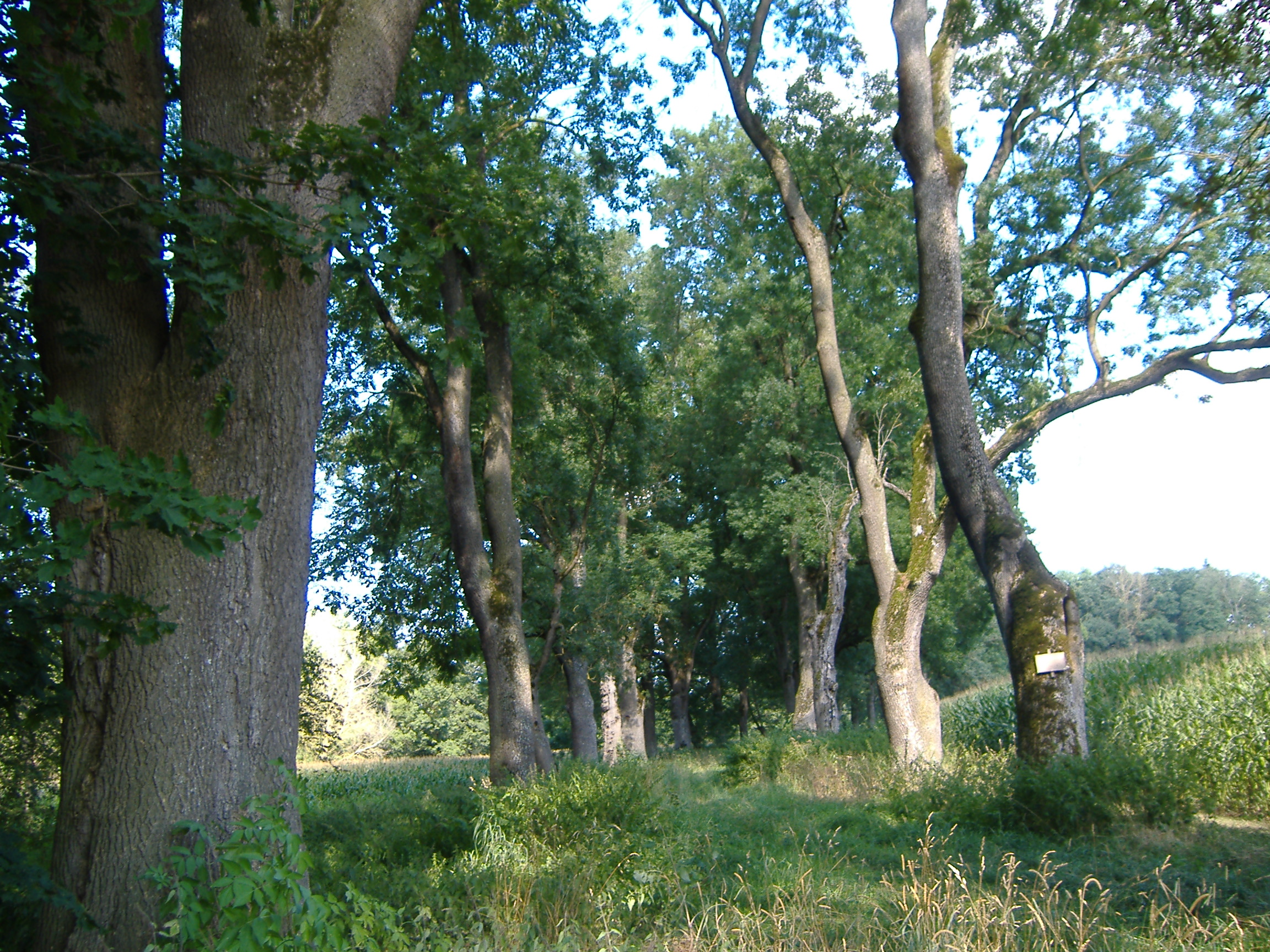
Аффінг (алея)